# Anders Gustaf Ekeberg
Anders Gustaf Ekeberg (Estocolmo, Suécia, 16 de janeiro de 1767 — Upsália, Suécia, 11 de fevereiro de 1813) foi um químico sueco que descobriu o elemento químico tântalo em 1802.